# Wolfgang Ebner
Pour l’article homonyme, voir Ebner.
Wolfgang Ebner est un organiste, maître de chapelle et compositeur allemand, né à Augsbourg en 1612 et mort à Vienne le 12 février 1665.

## Biographie
Organiste de la cathédrale Saint-Étienne (Stephansdom) de Vienne à partir de 1634, et de la Chapelle Impériale à compter de 1637, il devint ensuite le maître de chapelle en 1663. Son frère jumeau Markus (1612-1681) exerce également à Vienne et est organiste de la Chapelle Impériale de 1655 à 1680.

## Œuvres
Wolfgang Ebner a écrit, entre autres, des variations pour le clavecin (Aria augustissimi ac invictissimi Imperatoris Ferdinandi III : XXXVI modis variata, ac pro cimbalo accomodata, Prague, 1648), des airs de danses, de la musique de ballet et un motet. 
François Roberday a emprunté un thème de M. Ebnert (sic) pour l'une des pièces de son recueil de Fugues et Caprices.